# Argynnis albomaculata
Argynnis albomaculata är en fjärilsart som beskrevs av Goodson 1959. Argynnis albomaculata ingår i släktet Argynnis och familjen praktfjärilar. Inga underarter finns listade i Catalogue of Life.